# Букреево-Бобрик
Букреево-Бобрик — деревня в Льговском районе Курской области России. Входит в состав Вышнедеревенского сельсовета.

## География
Деревня находится на реке Бобрик (левый приток Реута в бассейне Сейма), в 36 км от российско-украинской границы, в 60 км к юго-западу от Курска, в 20 км к юго-востоку от районного центра — города Льгов, в 10,5 км от центра сельсовета — села Вышние Деревеньки.
Климат
Букреево-Бобрик, как и весь район, расположен в поясе умеренно континентального климата с тёплым летом и относительно тёплой зимой (Dfb в классификации Кёппена).
| Показатель                                                                      | Янв. | Фев. | Март | Апр. | Май  | Июнь | Июль | Авг. | Сен. | Окт. | Нояб. | Дек. | Год  |
| ------------------------------------------------------------------------------- | ---- | ---- | ---- | ---- | ---- | ---- | ---- | ---- | ---- | ---- | ----- | ---- | ---- |
| Средний суточный максимум, °C                                                   | −3,8 | −2,8 | 3,2  | 13,2 | 19,4 | 22,7 | 25,2 | 24,6 | 18,2 | 10,7 | 3,6   | −0,9 | 11,1 |
| Средняя температура, °C                                                         | −5,9 | −5,4 | −0,5 | 8,3  | 14,7 | 18,4 | 20,9 | 20   | 14   | 7,4  | 1,4   | −2,9 | 7,5  |
| Средний суточный минимум, °C                                                    | −8,4 | −8,5 | −4,6 | 2,8  | 9,1  | 13   | 15,8 | 14,8 | 9,7  | 4    | −0,9  | −5,1 | 3,5  |
| Норма осадков, мм                                                               | 51   | 44   | 48   | 50   | 63   | 70   | 74   | 54   | 57   | 57   | 47    | 49   | 664  |
| Источник: Погода по месяцам c ru.climate-data.org(дата обращения: Октябрь 2021) |      |      |      |      |      |      |      |      |      |      |       |      |      |

Часовой пояс
Деревня Букреево-Бобрик, как и вся Курская область, находится в часовой зоне МСК (московское время). Смещение применяемого времени относительно UTC составляет +3:00.

## Население
| 2002 | 2010 |
| ---- | ---- |
| 98   | ↘62  |

## Инфраструктура
Личное подсобное хозяйство. В деревне 46 домов.

## Транспорт
Букреево-Бобрик находится в 8,5 км от автодороги регионального значения 38К-024 (Льгов — Суджа), в 1 км от автодороги межмуниципального значения 38Н-443 (38К-024 — Вышние Деревеньки — Дурово-Бобрик), на автодороге 38Н-444 (38Н-443 — Стремоухово-Бобрик — граница Курчатовского района), в 5,5 км от ближайшего (закрытого) ж/д остановочного пункта Деревеньки (линия Льгов I — Подкосылев).
В 124 км от аэропорта имени В. Г. Шухова (недалеко от Белгорода).